# A Ferencvárosi TC 2002–2003-as szezonja
A Ferencvárosi TC 2002–2003-as szezonja szócikk a Ferencvárosi TC első számú férfi labdarúgócsapatának egy szezonjáról szól, mely összességében és sorozatban is a 102. idénye volt a csapatnak a magyar első osztályban. A klub fennállásának ekkor volt a 104. évfordulója.

## Mérkőzések
| Színmagyarázat | Színmagyarázat |
| -------------- | -------------- |
|                | Győzelem.      |
|                | Döntetlen.     |
|                | Vereség.       |

### UEFA-kupa
Selejtező
| 2002. augusztus 15. 20:15 |

| Ferencváros                                                              | 4 – 0               | AÉ Lemeszú                                            |
| ------------------------------------------------------------------------ | ------------------- | ----------------------------------------------------- |
| Tököli 10' 11' Gera 55' Szkukalek 57' Kapič 19' Gyepes 36' Leandro 90+3' | (2 – 0) Jegyzőkönyv | Chrysostomos 7' Kyriacou 13' Luciano 25' Garpozis 60' |

| Üllői út, Budapest Nézőszám: 15 000 Játékvezető: Anton Genov (bolgár) |

| 2002. augusztus 29. 18:30 |

| AÉ Lemeszú                             | 2 – 1               | Ferencváros                                                       |
| -------------------------------------- | ------------------- | ----------------------------------------------------------------- |
| Kyriacou 28' Sebők J. 87' Garpozis 51' | (1 – 0) Jegyzőkönyv | Lipcsei 90' Leandro 25' Tököli 44' Kriston 67' Szili 83' Gera 89' |

| Tsirion Stadion, Limassol Nézőszám: 2 000 Játékvezető: Sašo Lazarevski (macedón) |

1. forduló
| 2002. szeptember 19. |

| Ferencváros                             | 4 – 0               | Kocaelispor |
| --------------------------------------- | ------------------- | ----------- |
| Tököli 10' 90' Lipcsei 31' Dragóner 76' | (2 – 0) Jegyzőkönyv |             |

| Üllői út, Budapest Nézőszám: 6 176 Játékvezető: Nyikolaj Vlagyimirovics Ivanov (orosz) |

| 2002. október 3. |

| Kocaelispor           | 0 – 1               | Ferencváros                         |
| --------------------- | ------------------- | ----------------------------------- |
| Faruk 74' Öztonga 82' | (0 – 1) Jegyzőkönyv | Lipcsei 31' Leandro 72' Kriston 73' |

| Ismet Pasa Stadion, İzmit Nézőszám: 4 000 Játékvezető: Almeida Costa (portugál) |

2. forduló
| 2002. október 31. |

| Ferencváros                         | 0 – 0               | VfB Stuttgart        |
| ----------------------------------- | ------------------- | -------------------- |
| Dragóner 22' Vukmir 79' Kriston 82' | (0 – 0) Jegyzőkönyv | Bordon 10' Meira 84' |

| Üllői út, Budapest Nézőszám: 14 000 Játékvezető: Mikko Vuorela (finn) |

| 2002. november 12. |

| VfB Stuttgart                                                            | 2 – 0               | Ferencváros                                                                |
| ------------------------------------------------------------------------ | ------------------- | -------------------------------------------------------------------------- |
| Amanatídisz 67' Meira 90' (11-esből) Kurányi 76' Gerber 78' Mutzel 90+1' | (0 – 0) Jegyzőkönyv | Lipcsei 15′, 90′ Bognár 23' Gyepes 29' Szkukalek 43' Szili 45' Leandro 77' |

| Gottlieb-Daimler Stadion, Stuttgart Nézőszám: 10 000 Játékvezető: Costas Kapitanis (ciprusi) |

### Borsodi Liga 2002–03

#### Őszi fordulók
| 1. forduló 2002. július 27. |

| Siófok FC    | 0 – 2               | Ferencváros                             |
| ------------ | ------------------- | --------------------------------------- |
| Schwarcz 50' | (0 – 0) Jegyzőkönyv | Tököli 56' Gera 68' Kapič 51' Szűcs 85' |

| Révész Géza utcai stadion, Siófok Nézőszám: 10 000 Játékvezető: Szabó Zsolt (magyar) |

| 2. forduló 2002. augusztus 3. |

| Ferencváros                                                  | 4 – 0               | Kispest–Honvéd     |
| ------------------------------------------------------------ | ------------------- | ------------------ |
| Tököli 11' Leandro 19' Szkukalek 77' Dragóner 82' Vukmir 73' | (2 – 0) Jegyzőkönyv | Babos 41' Sasu 49' |

| Üllői út, Budapest Nézőszám: 8 000 Játékvezető: Hanacsek Attila (magyar) |

| 3. forduló 2002. augusztus 10. |

| Előre FC Békéscsaba        | 0 – 2               | Ferencváros                                |
| -------------------------- | ------------------- | ------------------------------------------ |
| Udvari 11′, 89′ Gabala 44' | (0 – 0) Jegyzőkönyv | Gyepes 55' Szili 90' Lipcsei 44' Kapič 75' |

| Kórház utcai stadion, Békéscsaba Nézőszám: 12 000 Játékvezető: Juhos Attila (magyar) |

| 4. forduló 2002. augusztus 18. |

| Ferencváros                    | 2 – 0               | FC Sopron |
| ------------------------------ | ------------------- | --------- |
| Tököli 34' Gyepes 68' Gera 64' | (1 – 0) Jegyzőkönyv |           |

| Üllői út, Budapest Nézőszám: 8 178 Játékvezető: Sápi Csaba (magyar) |

| 5. forduló 2002. augusztus 24. |

| Dunaferr SE                                       | 2 – 2               | Ferencváros                                     |
| ------------------------------------------------- | ------------------- | ----------------------------------------------- |
| Alex 29' Éger 89' (11-esből) Sowunmi 44' Bita 82' | (1 – 0) Jegyzőkönyv | Lipcsei 69' 90+1' Tököli 81' Gera 35' Kapič 89' |

| Dunaújváros Nézőszám: 6 000 Játékvezető: Dubraviczky Attila (magyar) |

| 6. forduló 2002. szeptember 1. |

| Ferencváros                                             | 0 – 1               | MTK Hungária                                      |
| ------------------------------------------------------- | ------------------- | ------------------------------------------------- |
| Kriston 29' Dragóner 32′ Gera 36' Vukmir 48' Tököli 65' | (0 – 1) Jegyzőkönyv | Zavadszky 27' Smiljanić 18' Jezdimirović 37′, 79′ |

| Üllői út, Budapest Nézőszám: 10 000 Játékvezető: Bede Ferenc (magyar) |

| 7. forduló 2002. szeptember 14. |

| Újpest                                                                        | 3 – 0               | Ferencváros                        |
| ----------------------------------------------------------------------------- | ------------------- | ---------------------------------- |
| Kovács 62' 87' 61' Rósa H. 69' 14' Poljaković 10' Juhár 39' Korolovszky 90+1' | (0 – 0) Jegyzőkönyv | Kriston 16' Andone 18' Leondro 56' |

| Megyeri út, Budapest Nézőszám: 5 019 Játékvezető: Szabó Zsolt (magyar) |

| 8. forduló 2002. szeptember 23. |

| Ferencváros               | 0 – 0               | Debreceni VSC                 |
| ------------------------- | ------------------- | ----------------------------- |
| Szkukalek 55' Cheregi 75' | (0 – 0) Jegyzőkönyv | Vincze 34' Hanák 42' Habi 80' |

| Üllői út, Budapest Nézőszám: 5 118 Játékvezető: Juhos Attila (magyar) |

| 9. forduló 2002. szeptember 27. |

| Győri ETO                       | 1 – 2               | Ferencváros                        |
| ------------------------------- | ------------------- | ---------------------------------- |
| Szanyó 90+1' Böjte 8' Perić 70' | (0 – 0) Jegyzőkönyv | Gera 47' 68' Szili 57' Jović 90+2′ |

| Rába ETO Stadion, Győr Nézőszám: 4 000 Játékvezető: Sápi Csaba (magyar) |

| 10. forduló 2002. október 6. |

| Ferencváros                         | 3 – 2               | Zalaegerszegi TE                 |
| ----------------------------------- | ------------------- | -------------------------------- |
| Tököli 21' 90+2' Gera 62' Szili 80' | (1 – 0) Jegyzőkönyv | Vincze 59' Kocsárdi 77' Sabo 89' |

| Üllői út, Budapest Nézőszám: 6 700 Játékvezető: Dubraviczky Attila (magyar) |

| 11. forduló 2002. október 19. |

| Videoton       | 0 – 3               | Ferencváros                                         |
| -------------- | ------------------- | --------------------------------------------------- |
| Stanojević 34' | (0 – 0) Jegyzőkönyv | Dragóner 60' Lipcsei 63' 79' (11-esből) Kriston 32' |

| Sóstói Stadion, Székesfehérvár Nézőszám: zárt kapus Játékvezető: Megyebíró János (magyar) |

| 12. forduló 2002. október 25. |

| Ferencváros                       | 4 – 0               | Siófok FC           |
| --------------------------------- | ------------------- | ------------------- |
| Lipcsei 25' 76' 48' Szili 86' 89' | (1 – 0) Jegyzőkönyv | Pantic 71' Erős 71' |

| Üllői út, Budapest Nézőszám: 5 506 Játékvezető: Szarka Zoltán (magyar) |

| 13. forduló 2002. december 6. |

| Kispest–Honvéd                                      | 1 – 2               | Ferencváros                                                     |
| --------------------------------------------------- | ------------------- | --------------------------------------------------------------- |
| Hercegfalvi 65' Mészáros 27' Sasu 40' Torghelle 57' | (0 – 0) Jegyzőkönyv | Lipcsei 63' 25' Kriston 65' 57' Kapič 54' Balog 57' Szűcs 90+1' |

| Bozsik József Stadion, Budapest Nézőszám: 5 000 Játékvezető: Hanacsek Attila (magyar) |

- Elhalasztott mérkőzés.

| 14. forduló 2002. november 8. |

| Ferencváros | 0 – 1               | Előre FC Békéscsaba               |
| ----------- | ------------------- | --------------------------------- |
| Gyepes 57'  | (0 – 0) Jegyzőkönyv | Keresztúri 73' 50' Lapsánszki 18' |

| Üllői út, Budapest Nézőszám: 8 000 Játékvezető: Hajdó Attila (magyar) |

| 15. forduló 2002. november 16. |

| FC Sopron                     | 1 – 3               | Ferencváros                     |
| ----------------------------- | ------------------- | ------------------------------- |
| Bausz 75' Fehér 4' Pintér 33' | (0 – 2) Jegyzőkönyv | Tököli 10' Gera 32' Kriston 72' |

| Káposztás utcai Stadion, Sopron Nézőszám: 5 000 Játékvezető: Juhos Attila (magyar) |

| 16. forduló 2002. november 23. |

| Ferencváros                    | 3 – 0               | Dunaferr SE                  |
| ------------------------------ | ------------------- | ---------------------------- |
| Tököli 70' 90+3' Lipcsei 90+2' | (0 – 0) Jegyzőkönyv | Bükszegi 64' Zováth 67′, 85′ |

| Üllői út, Budapest Nézőszám: 5 603 Játékvezető: Makai János (magyar) |

| 17. forduló 2002. december 1. |

| MTK Hungária             | 0 – 1               | Ferencváros            |
| ------------------------ | ------------------- | ---------------------- |
| Komlósi 61′ Molnár 90+1' | (0 – 1) Jegyzőkönyv | Gera 15' 45' Kapič 67' |

| Hidegkuti Nándor Stadion, Budapest Nézőszám: 7 500 Játékvezető: Bede Ferenc (magyar) |

#### Tavaszi fordulók
| 18. forduló 2003. március 8. |

| Ferencváros              | 1 – 0               | Újpest                                      |
| ------------------------ | ------------------- | ------------------------------------------- |
| Tököli 89' 47' Kapič 53' | (0 – 0) Jegyzőkönyv | Juhár 35' Tamási 47' Slončík 68' Kovács 87' |

| Üllői út, Budapest Nézőszám: 14 000 Játékvezető: Ábrahám Attila (magyar) |

| 19. forduló 2003. március 12. |

| Debreceni VSC                 | 2 – 0               | Ferencváros |
| ----------------------------- | ------------------- | ----------- |
| Ilie 33' Éger 81' Andorka 79' | (1 – 0) Jegyzőkönyv | Keller 43'  |

| Oláh Gábor utcai stadion, Debrecen Nézőszám: 7 000 Játékvezető: Kassai Viktor (magyar) |

| 20. forduló 2003. március 15. |

| Ferencváros                                      | 5 – 2               | Győri ETO                                                          |
| ------------------------------------------------ | ------------------- | ------------------------------------------------------------------ |
| Tököli 16' 67' Bognár 41' Leandro 48' Keller 83' | (2 – 1) Jegyzőkönyv | Bajevszki 45' Szanyó 47' 52' Jovanović 33' Nyicsenko 39' Böjte 77' |

| Üllői út, Budapest Nézőszám: 6 170 Játékvezető: Kiss Béla (magyar) |

| 21. forduló 2003. március 22. |

| Zalaegerszegi TE       | 1 – 1               | Ferencváros                       |
| ---------------------- | ------------------- | --------------------------------- |
| Gyánó 90+2' Molnár 85' | (0 – 0) Jegyzőkönyv | Lipcsei 84' Kapič 42' Leandro 87' |

| ZTE Aréna, Zalaegerszeg Nézőszám: 12 000 Játékvezető: Szabó Zsolt (magyar) |

| 22. forduló 2003. április 5. |

| Ferencváros            | 1 – 0               | Videoton |
| ---------------------- | ------------------- | -------- |
| Kriston 33' Vukmir 27' | (1 – 0) Jegyzőkönyv |          |

| Üllői út, Budapest Nézőszám: 6 262 Játékvezető: Ábrahám Attila (magyar) |

| 23. forduló (rájátszás) 2003. április 11. |

| Ferencváros                                              | 2 – 1               | MTK Hungária                                         |
| -------------------------------------------------------- | ------------------- | ---------------------------------------------------- |
| Leandro 16' Lipcsei 64' (11-esből) Bognár 54′ Penksa 79' | (1 – 1) Jegyzőkönyv | Illés 38' Smiljanić 39' Rednic 60' Czvitkovics 90+2' |

| Üllői út, Budapest Nézőszám: 7 354 Játékvezető: Hanacsek Attila (magyar) |

| 24. forduló (rájátszás) 2003. április 19. |

| Siófok FC                                  | 2 – 1               | Ferencváros                |
| ------------------------------------------ | ------------------- | -------------------------- |
| Schwarcz 19' Fülöp 88' (11-esből) Soós 50' | (1 – 0) Jegyzőkönyv | Leandro 51' 37' Vukmir 47' |

| Révész Géza utcai stadion, Siófok Nézőszám: 8 000 Játékvezető: Szarka Zoltán (magyar) |

| 25. forduló (rájátszás) 2003. április 23. |

| Ferencváros                               | 2 – 1               | Újpest                                                       |
| ----------------------------------------- | ------------------- | ------------------------------------------------------------ |
| Gera 77' Jović 86' Kapič 57' Dragóner 79' | (0 – 0) Jegyzőkönyv | Tokody 73' Vanczák 13' Rósa D. 67' Simek 74' Németh 76′, 83′ |

| Üllői út, Budapest Nézőszám: 8 600 Játékvezető: Megyebíró János (magyar) |

| 26. forduló (rájátszás) 2003. április 26. |

| Ferencváros                | 1 – 0               | Győri ETO |
| -------------------------- | ------------------- | --------- |
| Tököli 13' 79' Kriston 72' | (1 – 0) Jegyzőkönyv | Jäkl 52'  |

| Üllői út, Budapest Nézőszám: 7 600 Játékvezető: Arany Tamás (magyar) |

| 27. forduló (rájátszás) 2003. május 3. |

| Debreceni VSC                    | 1 – 1               | Ferencváros                      |
| -------------------------------- | ------------------- | -------------------------------- |
| Șumudică 70' Éger 32' Sándor 62' | (0 – 1) Jegyzőkönyv | Flávio Pim 7' (öngól) Bognár 76' |

| Oláh Gábor utcai stadion, Debrecen Nézőszám: 6 000 Játékvezető: Makai János (magyar) |

| 28. forduló (rájátszás) 2003. május 10. |

| MTK Hungária                           | 0 – 0               | Ferencváros           |
| -------------------------------------- | ------------------- | --------------------- |
| Zavadszky 42' Molnár 79' Smiljanić 87' | (0 – 0) Jegyzőkönyv | Tököli 14' Vukmir 20′ |

| Hidegkuti Nándor Stadion, Budapest Nézőszám: 5 000 Játékvezető: Kassai Viktor (magyar) |

| 29. forduló (rájátszás) 2003. május 14. |

| Ferencváros | 0 – 2               | Siófok FC                          |
| ----------- | ------------------- | ---------------------------------- |
| Lipcsei 44' | (0 – 0) Jegyzőkönyv | Csordás 51' Fülöp 68' Schwarcz 87' |

| Üllői út, Budapest Nézőszám: 5 975 Játékvezető: Bede Ferenc (magyar) |

| 30. forduló (rájátszás) 2003. május 17. |

| Újpest                          | 0 – 0               | Ferencváros |
| ------------------------------- | ------------------- | ----------- |
| Kovács 3' Juhár 12' Vanczák 69' | (0 – 0) Jegyzőkönyv | Zováth 65'  |

| Szusza Ferenc Stadion, Budapest Nézőszám: 4 785 Játékvezető: Makai János (magyar) |

| 31. forduló (rájátszás) 2003. május 24. |

| Győri ETO | 0 – 2               | Ferencváros   |
| --------- | ------------------- | ------------- |
| Jäkl 34'  | (0 – 0) Jegyzőkönyv | Tököli 9' 12' |

| Rába ETO Stadion, Győr Nézőszám: 5 000 Játékvezető: Bede Ferenc (magyar) |

| 32. forduló (rájátszás) 2003. május 30. |

| Ferencváros | 0 – 0               | Debreceni VSC |
| ----------- | ------------------- | ------------- |
|             | (0 – 0) Jegyzőkönyv |               |

| Üllői út, Budapest Nézőszám: 13 622 Játékvezető: Megyebíró János (magyar) |

#### A végeredmény (Felsőház)
| # | Csapat                  | J  | Gy | D  | V  | Rg | Kg | Gk  | P  | Megjegyzés                              |
| - | ----------------------- | -- | -- | -- | -- | -- | -- | --- | -- | --------------------------------------- |
| 1 | MTK Hungária            | 32 | 20 | 6  | 6  | 59 | 34 | +25 | 66 | Bajnok, 2003–2004-es BL 2. selejtezőkör |
| 2 | Ferencvárosi TC         | 32 | 19 | 7  | 6  | 50 | 24 | +26 | 64 | 2003–2004-es UEFA-kupa selejtező        |
| 3 | Debreceni VSC-MegaForce | 32 | 13 | 14 | 5  | 57 | 38 | +19 | 53 | 2003–2004-es UEFA-kupa selejtező        |
| 4 | Újpest FC               | 32 | 15 | 7  | 10 | 54 | 41 | +13 | 52 |                                         |
| 5 | Siófok FC               | 32 | 12 | 11 | 9  | 46 | 44 | +2  | 47 |                                         |
| 6 | Győri ETO FC            | 32 | 9  | 9  | 14 | 41 | 50 | -9  | 36 | 2003-as Intertotó-kupa                  |

#### Eredmények összesítése
Az alábbi táblázatban összesítve szerepelnek a Ferencvárosi TC 2002/03-as bajnokságban elért eredményei.
| Ősz/tavasz (forduló)    | Otthon | Otthon | Otthon | Otthon | Otthon | Otthon | Otthon | Idegenben | Idegenben | Idegenben | Idegenben | Idegenben | Idegenben | Idegenben |
| Ősz/tavasz (forduló)    | M      | GY     | D      | V      | LG–KG  | GK     | P      | M         | GY        | D         | V         | LG–KG     | GK        | P         |
| ----------------------- | ------ | ------ | ------ | ------ | ------ | ------ | ------ | --------- | --------- | --------- | --------- | --------- | --------- | --------- |
| Őszi szezon (1–17.)     | 8      | 5      | 1      | 2      | 16–4   | +12    | 16     | 9         | 7         | 1         | 1         | 17–8      | +9        | 22        |
| Tavaszi szezon (18–32.) | 8      | 6      | 1      | 1      | 12–6   | +6     | 19     | 7         | 1         | 4         | 2         | 5–6       | –1        | 7         |
| Összesen (1–32.)        | 16     | 11     | 2      | 3      | 28–10  | +18    | 35     | 16        | 8         | 5         | 3         | 22–14     | +8        | 29        |

### Magyar kupa
Nyolcaddöntő
| 2002. november 5. |

| Pápa                  | 2 – 3 (h. u.)       | Ferencváros                               |
| --------------------- | ------------------- | ----------------------------------------- |
| Lászka 65' Kvasz 119' | (0 – 0) Jegyzőkönyv | Tököli 87' 111' Jović 101' 90' Vukmir 87' |

| Pápa Nézőszám: 4 000 Játékvezető: Ábrahám Attila (magyar) |

Negyeddöntő
| 2003. március 4. |

| Ferencváros                          | 2 – 0               | Zalaegerszegi TE        |
| ------------------------------------ | ------------------- | ----------------------- |
| Tököli 77' Penksa 90+2' Dragóner 14' | (0 – 0) Jegyzőkönyv | Egressy 24' Szamosi 55' |

| Üllői út, Budapest Nézőszám: 4 627 Játékvezető: Szarka Zoltán (magyar) |

Elődöntő
| 2003. április 16. |

| BKV Előre                  | 1 – 2               | Ferencváros                     |
| -------------------------- | ------------------- | ------------------------------- |
| Hegedűs 27' 68' Kovács 77' | (1 – 1) Jegyzőkönyv | Tököli 17' 82' 77' Dragóner 27' |

| Hidegkuti Nándor Stadion, Budapest Nézőszám: 3 000 Játékvezető: Dubraviczky Attila (magyar) |

Döntő
| 2003. május 6. |

| Ferencváros                             | 2 – 1               | Debreceni VSC                                    |
| --------------------------------------- | ------------------- | ------------------------------------------------ |
| Tököli 68' 78' Dragóner 11' Kriston 19' | (0 – 1) Jegyzőkönyv | Szűcs 43' (öngól) Vincze 12' Kiss 46' Sándor 84' |

| Puskás Ferenc Stadion, Budapest Nézőszám: 10 000 Játékvezető: Megyebíró János (magyar) |

### Egyéb mérkőzések
| 2002. szeptember 7. |

| FC Sopron              | 1 – 1               | Ferencváros |
| ---------------------- | ------------------- | ----------- |
| Somogyi 34' (11-esből) | (1 – 1) Jegyzőkönyv | Leandro 5'  |

| Káposztás utcai Stadion, Sopron Nézőszám: 1 500 Játékvezető: Bausz (magyar) |

- Simon Tibor emlékmérkőzés.

| 2002. október 10. |

| Orosházi Csorvás SE / Orosházi Rákóczi | 1 – 8               | Ferencváros                                                     |
| -------------------------------------- | ------------------- | --------------------------------------------------------------- |
| Pardi 54'                              | (0 – 3) Jegyzőkönyv | Jović 5' 44' 49' 77' Cheregi 8' Vukmir 68' Andone 76' Balog 84' |

| Mátrai Sándor Stadion, Orosháza Nézőszám: 1 200 Játékvezető: Zsurka (magyar) |

- Stadionavató mérkőzés.

| 2002. október 15. |

| ESMTK         | 1 – 3               | Ferencváros                       |
| ------------- | ------------------- | --------------------------------- |
| Fehér Cs. 13' | (1 – 1) Jegyzőkönyv | Jović 22' Somorjai 59' Andone 86' |

| Pestszenterzsébet Nézőszám: 700 Játékvezető: Vad II. István (magyar) |

- Jubileumi mérkőzés.

| 2003. február 8. |

| Ferencváros                 | 1 – 1               | Torpedo Moszkva              |
| --------------------------- | ------------------- | ---------------------------- |
| Szili 30' 85′ Szkukalek 50' | (1 – 0) Jegyzőkönyv | Aristarkhov 70' Volscsuk 42' |

| Lárnaka |

| 2003. február 8. |

| Ferencváros            | 2 – 0               | Torpedo Moszkva                                    |
| ---------------------- | ------------------- | -------------------------------------------------- |
| Sowunmi 67' Tököli 84' | (0 – 0) Jegyzőkönyv | Kornyiszejev 44' Anvoz 50' Porszepov 76' Mupko 80′ |

| Lárnaka Játékvezető: Georgitosz (ciprusi) |

| 2003. február 11. |

| Steaua București                                                  | 2 – 0               | Ferencváros |
| ----------------------------------------------------------------- | ------------------- | ----------- |
| Răducanu 7' (11-esből) Faleni 31' Stoica 73' Neșu 90+1' Trică 22' | (4 – 0) Jegyzőkönyv | Vukmir 11'  |

| Lárnaka Játékvezető: Kosztasz (ciprusi) |

| 2003. február 14. |

| Ferencváros           | 2 – 2               | Spartak Trnava                   |
| --------------------- | ------------------- | -------------------------------- |
| Tököli 27' Huszti 79' | (1 – 1) Jegyzőkönyv | Kriss 13' Filip 90+2' Molnár 26' |

| Lárnaka Játékvezető: Kosztasz (ciprusi) |

| 2003. február 15. |

| Ferencváros                            | 2 – 1               | Sinnyik Jaroszlavl |
| -------------------------------------- | ------------------- | ------------------ |
| Lipcsei 57' Vukmir 71' 88' Sowunmi 83′ | (0 – 0) Jegyzőkönyv | Berco 75'          |

| Lárnaka |

| 2003. február 17. |

| Ferencváros                                                 | 2 – 1       | Anyang LG Cheetahs |
| ----------------------------------------------------------- | ----------- | ------------------ |
| Leandro 4' Lipcsei 70' Vukmir 35' Dragóner 82' Andone 90+1' | Jegyzőkönyv | Meazono 21'        |

| Lárnaka Játékvezető: Chrysis |

## Külső hivatkozások
- A csapat hivatalos honlapja (magyarul)
- A 2002–03-as szezon menetrendje a tempofradi.hu-n (magyarul)